# Jānis Čakste
Jānis Čakste (14 de setembre de 1859, Lielsesava (avui parròquia de Viesturi), Letònia - 14 de març de 1927 a Riga, Letònia) va ser un polític letó i primer president de Letònia.
Va estudiar Dret a la Universitat de Moscou, graduant-se el 1886 i es va fer advocat i activista polític a Letònia. El 1906, va ser elegit membre de la Duma, el parlament de l'Imperi rus, on va promoure la idea d'autonomia per a Letònia.
El 1918, es va convertir en el president de Popular de Letònia Consell (Taut Padome), un govern provisional que va proclamar la independència de Letònia. Čakste va ser elegit com a president de Letònia el 1922, reelegit per un segon mandat el 1925 i va morir sense deixar la presidència el 1927. Va ser membre del sindicat acadèmic de Letònia "Austrums".
Estava casat amb Justine Cakste, nascut Vesere, i van tenir nou fills. El seu fill, el tinent Junior Visvaldis Čakste, va morir de ferides rebudes en la defensa de Jelgava el 1915. Jānis va organitzar una manifestació en honor del General Aleksei Potàpov, l'oficial al comandament de la defensa de Jelgava. Potapov es va convertir en un dels defensors de la formació dels fusellers de Letònia.